# Fier-60
Fier-60, notat 60Fe, este izotopul elementului fier, al cărui număr de masă este egal cu 60: nucleul său atomic are 26 de protoni și 34 de neutroni cu un spin 0+ pentru o masă atomică de 59,934072 g/mol. 

Structura în straturi (fără scară) a unei stele supermasive, la capătul evoluției sale, înainte de explozia în supernovă.

Este un radioizotop care dă nichel 60, stabil, după dezintegrări β- succesive via cobalt 60 cu perioade radioactive respectiv de 2,6 milioane și 5,27 ani:
{\displaystyle {}_{26}^{60}\mathrm {Fe} \to {}_{27}^{60}\mathrm {Co} +\mathrm {e} ^{-}+{\bar {\nu }}_{\mathrm {e} }}
{\displaystyle {}_{27}^{60}\mathrm {Co} \to {}_{28}^{60}\mathrm {Ni} +\mathrm {e} ^{-}+{\bar {\nu }}_{\mathrm {e} }}